# Абд аль-Малик II
О других правителях с подобным титулом см.: Абд аль-Малик
Абд аль-Малик II Абу-ль-Фаварис ибн Нух (перс. عبدالملک دوم سامانی‎‎) — саманидский правитель Мавераннахра, сын Нуха ибн Мансура, преемник своего брата Мансура II, свергнутого 1 февраля 999 года. 

## Биография
В феврале 999 года брат Абд аль-Малика Мансур II был свергнут и ослеплен. Затем он был назначен эмиром Фаиком и генералом Бегтузуном, теми же двумя людьми, которые свергли его брата и вместе контролировали большую часть власти в государстве. Свержение Мансура было использовано Махмудом Газневи в качестве предлога для завоевания остальной части Хорасана, все еще находившейся в руках Саманидов. Однако Махмуд считал Бегтузуна, Фаика и правителя Кухистана Абу-ль-Касима Симджури  слишком могущественными и поэтому он заключил с ними мир весной 999 года, сохранив за собой Балх и Герат.  
Союзники нарушили мир, напав на арьергард армии Махмуда. Силы Махмуда, однако, остались нетронутыми, и боевые действия возобновились. Махмуд разбил союзников под Мервом и впоследствии захватил все земли к югу от Амударьи. Он также завоевал лояльность Чаганиан и других мелких государств к северу от Амударьи, которые до сих пор были верными вассалами Саманидов.  
В этот момент Абд аль-Малик и Фаик (к которым позже присоединился Бегтузун) попытались набрать достаточный импульс для возобновления наступления на Махмуда. Однако Фаик вскоре умер, примерно в то же время Караханиды под предводительством Абу-ль Хасан Наср I начали вторжение.  
Столкнувшись с враждебностью своих подданных, Абд аль-Малик оказался беспомощен перед натиском тюрков. Попытка организовать народную войну против приближавшегося врага не удалась. Прочитанное с кафедр мечетей воззвание правительства было встречено населением с полным равнодушием. Предводители тюркской гвардии перешли на сторону врага.

## Потеря власти
23 октября 999 года Наср илекхан без боя вступил в Бухару и приказал отправить Абд аль-Малика вместе с другими членами династии в Узгенд.